# Tereza Olšarová
Tereza Olšarová (ur. 16 maja 1991) – czeska szachistka, mistrzyni międzynarodowa od 2010 roku.

## Kariera szachowa
Wielokrotnie reprezentowała Czechy w mistrzostwach świata i Europy juniorów w różnych kategoriach wiekowych. Była również wielokrotną finalistką indywidualnych mistrzostw Czech, w 2012 r. zdobywając w mieście Světlá nad Sázavou tytuł mistrzyni kraju. 
Normy na tytuł mistrzyni międzynarodowej wypełniła w latach 2009 (w Cieplicach) oraz 2010 (w Deizisau i Liptowskim Mikułaszu).
Wielokrotnie reprezentowała Czechy w turniejach drużynowych, m.in.:
- trzykrotnie na olimpiadach szachowych (w latach 2010, 2012, 2014)[2],
- dwukrotnie na drużynowych mistrzostwach Europy (w latach 2011, 2013)[3],
- na turnieju o Puchar Mitropa (Mitropa Cup) (w roku 2011)[4],
- na drużynowych mistrzostwach Europy juniorów do 18 lat (w roku 2009)[5].

Najwyższy ranking w dotychczasowej karierze osiągnęła 1 września 2012 r., z wynikiem 2277 punktów zajmowała wówczas 3. miejsce (za Kateřiną Němcovą i Kristýną Havlíkovą) wśród czeskich szachistek.

## Życie prywatne
Siostra Terezy Olšarovej, mistrzyni międzynarodowa Karolína Olšarová, jest również czołową czeską szachistką (m.in. indywidualną mistrzynią Czech z 2011).